# Lucas Sandström
Lucas Sandström, född 23 mars 1990 i Fagersta, är en svensk ishockeyspelare som spelar för Västerviks IK i Hockeyallsvenskan. 
Han är brorson till Tomas Sandström.

## Tidigare klubbar
- Fagersta AIK
- Mora IK
- Malmö Redhawks
- Leksands IF
- Asplöven HC
- IF Björklöven